# 通信情報制御監視装置
通信情報制御監視装置（つうしんじょうほうせいぎょかんしそうち、CIC: Centralized Information Control）とは、列車無線電話やPICなどの各種設備の監視・制御を一元的に管理するシステム。

## 概要
機器等の故障が発生した場合、障害箇所の探索及び影響範囲の確認を迅速かつ的確に行い、効率よく設備保全体制を執ることができる。また沿線に設置してある各種機器の制御や監視、夜間における保守作業等の開始・終了等に必要な各種情報をスピーディーに伝達できる。